# 黄巨星
黃巨星是明亮的巨星，質量低或中等（大約在0.5－11太陽質量），在其演化的後期階段。它外部的大氣是膨脹和稀薄的，增大的半徑使表面溫度低至5,200－7,500K。黃巨星呈現的顏色從白色到黃色，光譜類型為F和G。巨星中大約有10.6%是黃巨星